# Lista de frutas comestíveis da Amazônia

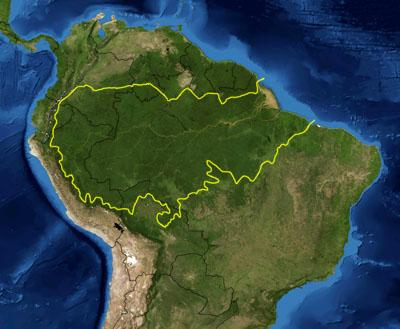
Mapa da ecorregião amazônica

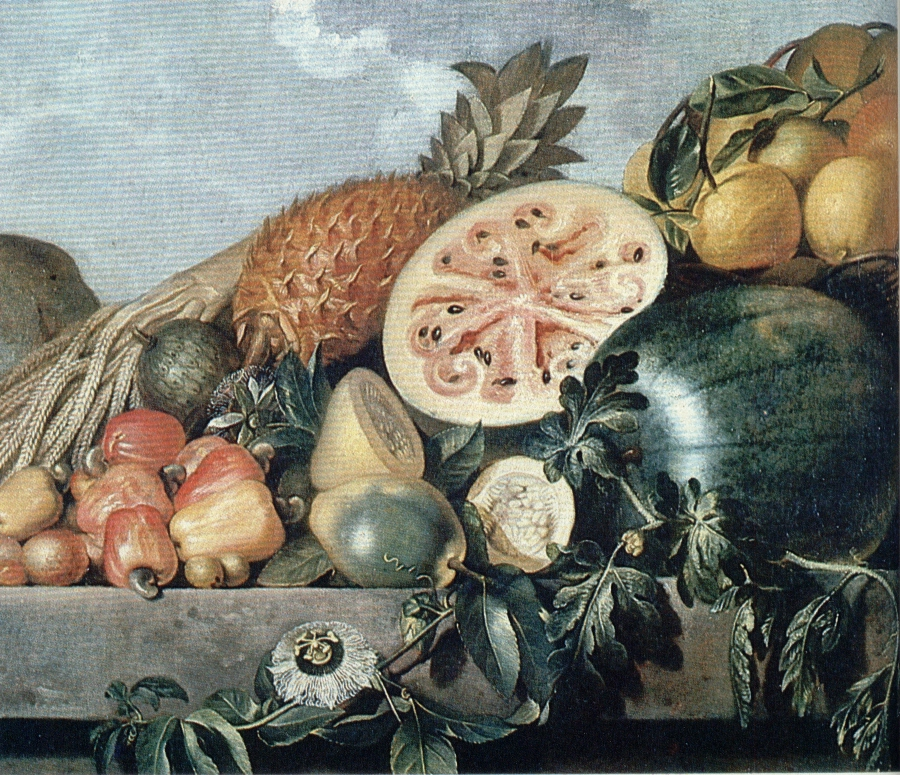
Pintura de frutas brasileiras (Albert Eckhout)

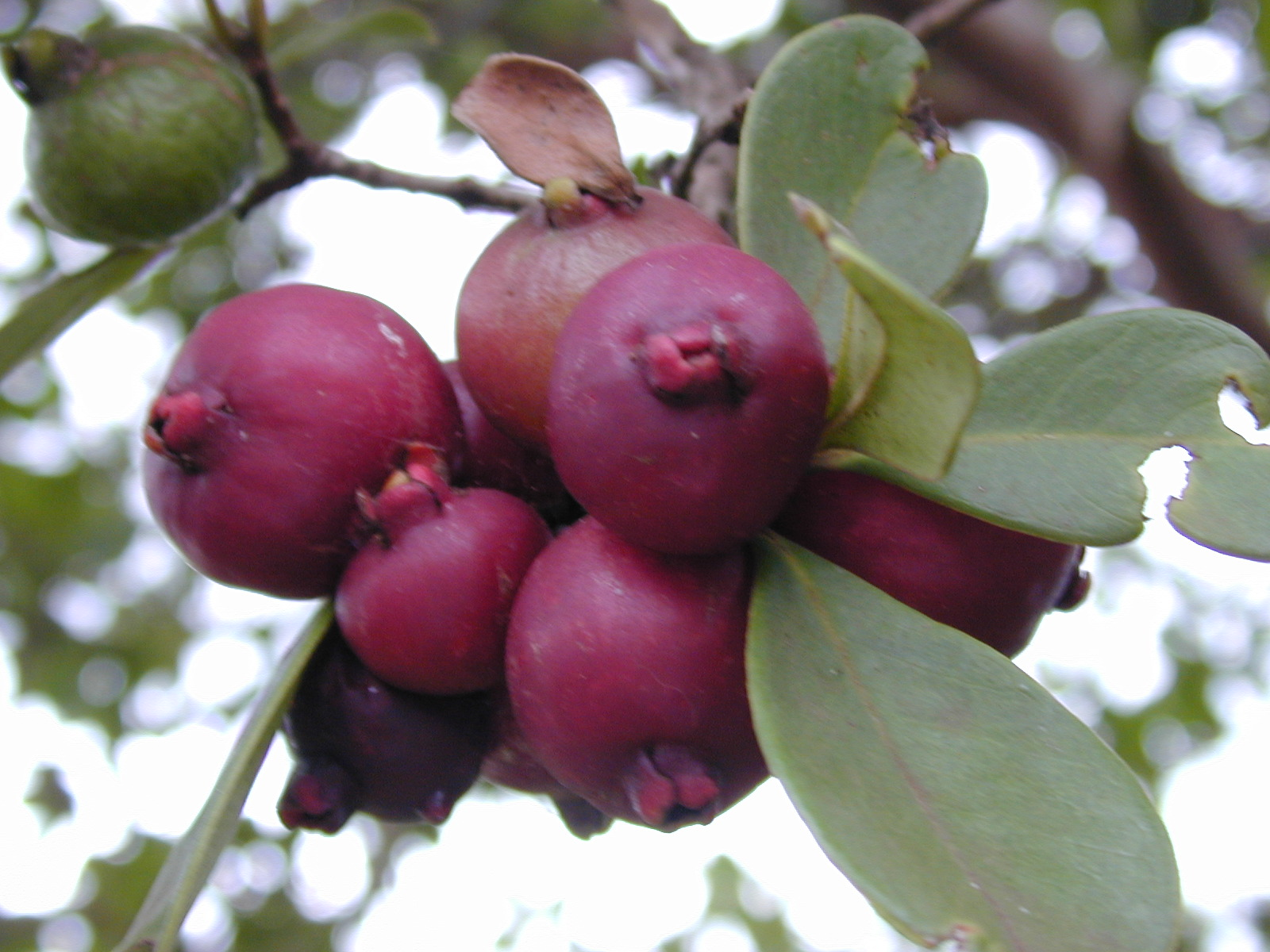
Araçá (Psidium cattleianum)

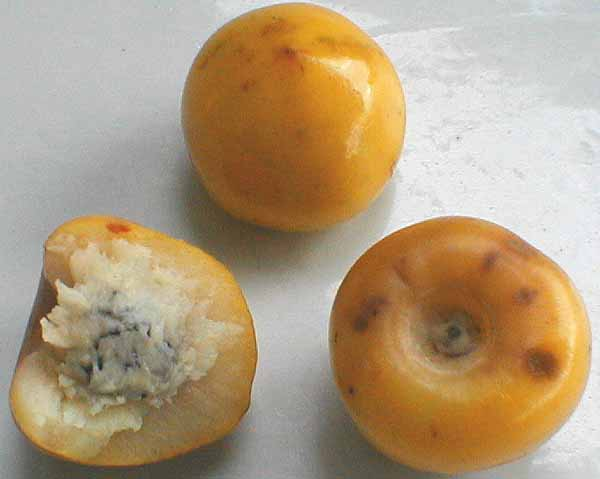
Murici

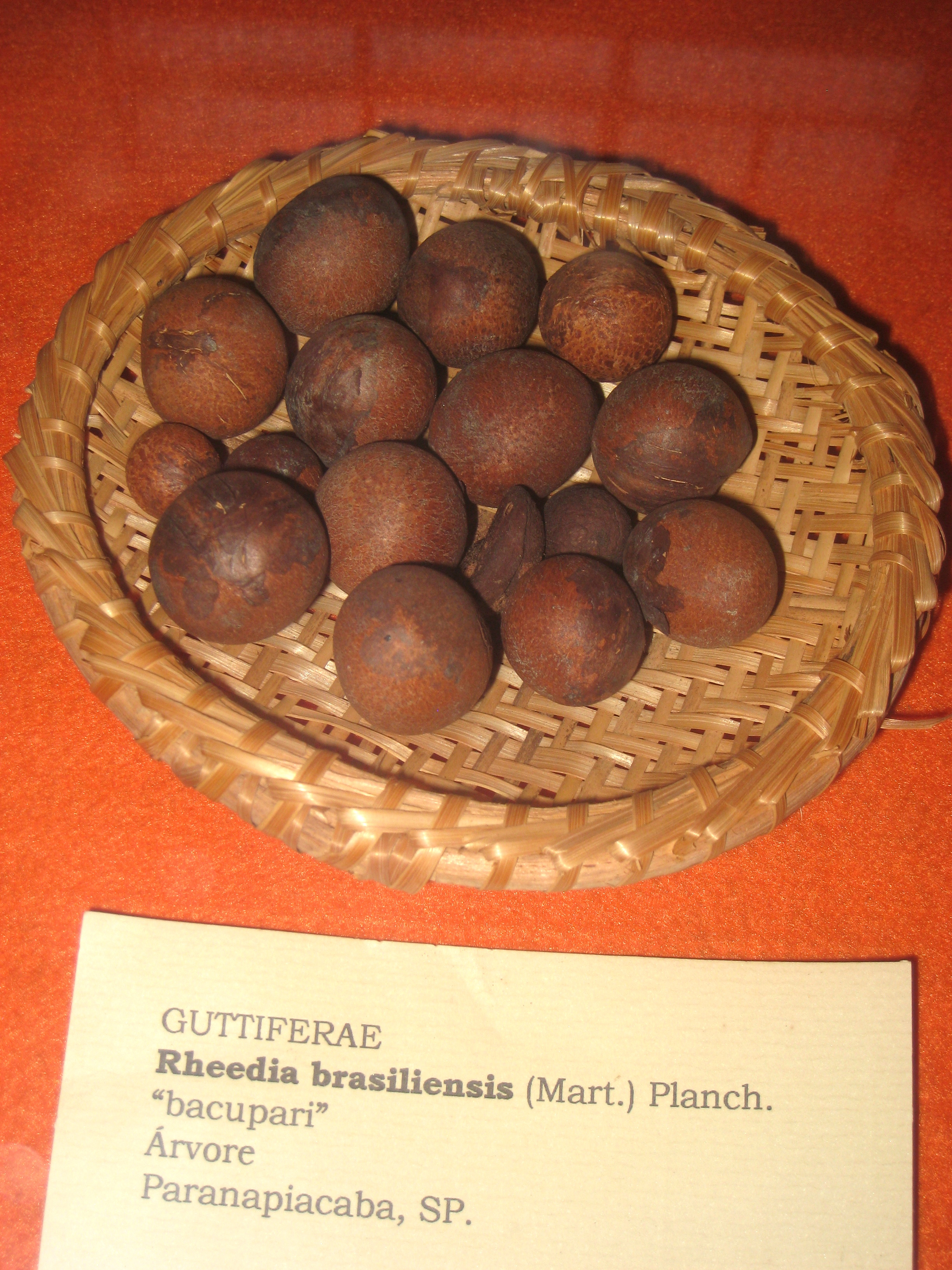
Bacupari (Rheedia brasiliensis)

Lista de frutas comestíveis da Amazônia:

## Lista
| Nome comum           | Nome científico                           | Família                       |
| -------------------- | ----------------------------------------- | ----------------------------- |
| cajuí                | Anacardium giganteum                      | Anacardiaceae                 |
| caju-do-campo        | Anacardium microcarpum                    | Anacardiaceae                 |
| cajutim              | Anacardium negrense                       | Anacardiaceae                 |
| caju                 | Anacardium occidentale                    | Anacardiaceae                 |
| jacaiacá             | Poupartia amazonica                       | Anacardiaceae                 |
| manga                | Mangifera indica                          | Anacardiaceae                 |
| taperebá             | Spondias dulcis, Spondias mombin          | Anacardiaceae                 |
| araticum-do-mato     | Annona densicoma                          | Annonaceae                    |
| araticum             | Annona montana                            | Annonaceae                    |
| graviola             | Annona muricata                           | Annonaceae                    |
| ata                  | Annona squamosa                           | Annonaceae                    |
| pindaeua             | Duguetia marcgraviana                     | Annonaceae                    |
| jaboti               | Duguetia stenantha                        | Annonaceae                    |
| fusaia               | Fusaea longifolia                         | Annonaceae                    |
| biribá               | Rollinia mucosa                           | Annonaceae                    |
| amapá                | Parahancornia amapa                       | Apocynaceae                   |
| pepino-do-mato       | Ambelania acida                           | Apocynaceae                   |
| paiuetu              | Bonafousia longituba                      | Apocynaceae                   |
| sorva                | Couma guianensis                          | Apocynaceae                   |
| sorva-grande         | Couma macrocarpa                          | Apocynaceae                   |
| sorvinha             | Couma utilis                              | Apocynaceae                   |
| tucujá               | Lacmellea arborescens                     | Apocynaceae                   |
| mangaba              | Hancornia speciosa                        | Apocynaceae                   |
| açaí                 | Euterpe oleracea                          | Arecaceae                     |
| mucajá               | Acrocomia sclerocarpa                     | Arecaceae                     |
| tucumã-do-amazonas   | Astrocaryum aculeatum                     | Arecaceae                     |
| tucumã               | Astrocaryum vulgare                       | Arecaceae                     |
| bacaba               | Oenocarpus bacaba                         | Arecaceae                     |
| bacaba-de-leque      | Oenocarpus distichus                      | Arecaceae                     |
| bacabi               | Oenocarpus minor                          | Arecaceae                     |
| bacabinha            | Oenocarpus mapora                         | Arecaceae                     |
| pupunha              | Bactris gasipaes                          | Arecaceae                     |
| marajá               | Bactris maraja                            | Arecaceae                     |
| caraná               | Mauritiella armata                        | Arecaceae                     |
| dendê-do-pará        | Elaeis oleifera                           | Arecaceae                     |
| miriti               | Mauritia flexuosa                         | Arecaceae                     |
| inajá                | Maximiliana maripa                        | Arecaceae                     |
| patauá               | Oenocarpus bataua                         | Arecaceae                     |
| mamorana             | Pachira aquatica                          | Bombacaceae                   |
| sapota-do-solimões   | Quararibea cordata                        | Bombacaceae                   |
| abacaxi              | Ananas comosus                            | Bromeliaceae                  |
| mamão                | Carica papaya                             | Caricaceae                    |
| jaracatiá            | Jacaratia spinosa                         | Caricaceae                    |
| piquiá               | Caryocar villosum                         | Caryocaraceae                 |
| mapati               | Pourouma cecropiifolia                    | Cecropiaceae                  |
| uarutama             | Cheiloclinium cognatum                    | Celastraceae; Hippocrateaceae |
| gulosa               | Peritassa laevigata, Peritassa campestris | Celastraceae                  |
| ajuru                | Chrysobalanus icaco                       | Chrysobalanaceae              |
| castanha-de-cutia    | Couepia edulis                            | Chrysobalanaceae              |
| castanha-de-galinha  | Couepia longipendula                      | Chrysobalanaceae              |
| pajurá               | Couepia bracteosa                         | Chrysobalanaceae              |
| pirauxi              | Couepia paraensis                         | Chrysobalanaceae              |
| umari-rana           | Couepia subcordata                        | Chrysobalanaceae              |
| oiti                 | Licania tomentosa                         | Chrysobalanaceae              |
| pajurá-da-mata       | Parinari montana                          | Chrysobalanaceae              |
| uará                 | Parinari sprucei                          | Chrysobalanaceae              |
| melancia             | Citrullus lanatus                         | Cucurbitaceae                 |
| melão                | Cucumis melo                              | Cucurbitaceae                 |
| castanha-de-porco    | Caryodendron amazonicum                   | Euphorbiaceae                 |
| ameixa-de-madagascar | Flacourtia jangomas                       | Flacourtiaceae                |
| ituá                 | Gnetum spp.                               | Gnetaceae                     |
| bacurizinho          | Rheedia acuminata                         | Guttiferae                    |
| abricó               | Mammea americana                          | Guttiferae                    |
| bacuri               | Platonia insignis                         | Guttiferae                    |
| bacuripari-liso      | Rheedia brasiliensis                      | Guttiferae                    |
| bacuri-mirim         | Rheedia gardneriana                       | Guttiferae                    |
| bacuripari           | Rheedia macrophylla                       | Guttiferae                    |
| uaimiratipi          | Salacia impressifolia                     | Hippocrateaceae               |
| achuá                | Sacoglottis guianensis                    | Humiriaceae                   |
| uxi-curuá            | Duckesia verrucosa                        | Humiriaceae                   |
| uxi                  | Endopleura uchi                           | Humiriaceae                   |
| umiri                | Humiria balsamifera                       | Humiriaceae                   |
| umari                | Poraqueiba paraensis                      | Icacinaceae                   |
| abacate              | Persea americana                          | Lauraceae                     |
| ceru                 | Allantoma lineata                         | Lecythidaceae                 |
| castanha-do-pará     | Bertholletia excelsa                      | Lecythidaceae                 |
| sapucaia             | Lecythis pisonis                          | Lecythidaceae                 |
| jutaí                | Hymenaea courbaril                        | Caesalpinioideae              |
| marimari, mari-mari  | Cassia leiandra                           | Caesalpinioideae              |
| tamarindo            | Tamarindus indica                         | Caesalpinioideae              |
| ingá-açú             | Inga cinnamomea                           | Mimosoideae                   |
| ingá-turi            | Inga alba                                 | Mimosoideae                   |
| ingá-costela         | Inga capitata                             | Mimosoideae                   |
| ingá-açu             | Inga cinnamomea                           | Mimosoideae                   |
| ingá-cipó            | Inga edulis                               | Mimosoideae                   |
| ingá-cururu          | Inga fagifolia                            | Mimosoideae                   |
| ingá-de-fogo         | Inga velutina                             | Mimosoideae                   |
| ingá-xixica          | Inga heterophylla                         | Mimosoideae                   |
| ingapéua             | Inga macrophylla                          | Mimosoideae                   |
| amendoim             | Arachis hypogaea                          | Papilionoideae                |
| acerola              | Malpighia glabra                          | Malpighiaceae                 |
| caferana             | Bunchosia armeniaca                       | Malpighiaceae                 |
| muruci-vermelho      | Byrsonima amazonica                       | Malpighiaceae                 |
| muruci               | Byrsonima crassifolia                     | Malpighiaceae                 |
| muruci-da-mata       | Byrsonima crispa                          | Malpighiaceae                 |
| muruci-da-capoeira   | Byrsonima lancifolia                      | Malpighiaceae                 |
| muruci-rasteiro      | Byrsonima verbascifolia                   | Malpighiaceae                 |
| apiranga             | Mouriri apiranga                          | Melastomataceae               |
| araçá-de-anta        | Bellucia grossularioides                  | Melastomataceae               |
| camutim              | Mouriri grandiflora                       | Melastomataceae               |
| dauicu               | Mouriri eugeniifolia                      | Melastomataceae               |
| gurguri              | Mouriri guianensis                        | Melastomataceae               |
| mirauba              | Mouriri trunciflora                       | Melastomataceae               |
| muriri, mururi       | Mouriri ficoides                          | Melastomataceae               |
| puçá                 | Mouriri pusa                              | Melastomataceae               |
| fruta-pão            | Artocarpus altilis                        | Moraceae                      |
| jaca                 | Artocarpus heterophyllus                  | Moraceae                      |
| tatajuba             | Bagassa guianensis                        | Moraceae                      |
| inharé               | Helicostylis tomentosa                    | Moraceae                      |
| banana               | Musa × paradisiaca                        | Musaceae                      |
| cururureçá           | Ardisia panurensis                        | Myrsinaceae                   |
| ameixa-do-pará       | Syzygium cumini                           | Myrtaceae                     |
| araçá                | Psidium guineense                         | Myrtaceae                     |
| araçá-boi            | Eugenia stipitata                         | Myrtaceae                     |
| araçá-pera           | Psidium acutangulum                       | Myrtaceae                     |
| caçari               | Myrciaria dubia                           | Myrtaceae                     |
| guabiraba            | Campomanesia lineatifolia                 | Myrtaceae                     |
| grumixama            | Eugenia brasiliensis                      | Myrtaceae                     |
| ubaia                | Eugenia patrisii                          | Myrtaceae                     |
| ginja                | Eugenia uniflora                          | Myrtaceae                     |
| frutinheira          | Myrcia fallax                             | Myrtaceae                     |
| goiaba               | Psidium guajava                           | Myrtaceae                     |
| jambo                | Syzygium malaccense                       | Myrtaceae                     |
| jambo-rosa           | Syzygium jambos, Syzygium samarangense    | Myrtaceae                     |
| limão-de-caiena      | Averrhoa bilimbi                          | Oxalidaceae                   |
| carambola            | Averrhoa carambola                        | Oxalidaceae                   |
| maracujá             | Passiflora edulis                         | Passifloraceae                |
| maracujá-açu         | Passiflora quadrangularis                 | Passifloraceae                |
| maracujá-suspiro     | Passiflora nitida                         | Passifloraceae                |
| gogó-de-guariba      | Moutabea chodatiana                       | Polygalaceae                  |
| moela-de-mutum       | Lacunaria jenmani                         | Quiinaceae                    |
| pama                 | Quiina florida                            | Quiinaceae                    |
| dão                  | Ziziphus mauritiana                       | Rhamnaceae                    |
| puruí                | Alibertia edulis                          | Rubiaceae                     |
| puruí-grande         | Borojoa sorbilis                          | Rubiaceae                     |
| cabeça-de-urubu      | Duroia macrophylla                        | Rubiaceae                     |
| puruí-da-mata        | Duroia saccifera                          | Rubiaceae                     |
| jenipapo             | Genipa americana                          | Rubiaceae                     |
| guaraná              | Paullinia cupana                          | Sapindaceae                   |
| pitomba-das-guianas  | Melicoccus bijugatus                      | Sapindaceae                   |
| pitomba              | Talisia esculenta                         | Sapindaceae                   |
| abiu                 | Pouteria caimito, Neoxythece caimito      | Sapotaceae                    |
| abiu-carambola       | Micropholis acutangula                    | Sapotaceae                    |
| abiurana             | Pouteria sp.                              | Sapotaceae                    |
| camitié              | Chrysophyllum cainito                     | Sapotaceae                    |
| caramuri             | Neoxythece elegans                        | Sapotaceae                    |
| cutite               | Pouteria macrophylla                      | Sapotaceae                    |
| cutite-grande        | Pouteria macrocarpa                       | Sapotaceae                    |
| cabeça-de-macaco     | Labatia macrocarpa                        | Sapotaceae                    |
| guajaraí             | Ecclinusa guianensis                      | Sapotaceae                    |
| maçaranduba          | Manilkara huberi                          | Sapotaceae                    |
| sapoti               | Manilkara zapota                          | Sapotaceae                    |
| pajurá-de-óbidos     | Pouteria speciosa                         | Sapotaceae                    |
| pariri               | Pouteria pariry                           | Sapotaceae                    |
| ucuqui               | Pouteria ucuqui                           | Sapotaceae                    |
| camapu               | Physalis angulata                         | Solanaceae                    |
| cacau                | Theobroma cacao                           | Sterculiaceae                 |
| cacau-do-peru        | Theobroma bicolor                         | Sterculiaceae                 |
| cupuaçu              | Theobroma grandiflorum                    | Sterculiaceae                 |
| cupuaçu-do-mato      | Theobroma canumanense                     | Sterculiaceae                 |
| cupuí                | Theobroma subincanum                      | Sterculiaceae                 |
| cacau-jacar          | Theobroma mariae                          | Sterculiaceae                 |
| cacauí               | Theobroma speciosum                       | Sterculiaceae                 |
| japurá               | Erisma japura                             | Vochysiaceae                  |